# Віспешть
Віспешть, Віспешті (рум. Vispești) — село у повіті Бузеу в Румунії. Входить до складу комуни Бряза.
Село розташоване на відстані 79 км на північний схід від Бухареста, 25 км на захід від Бузеу, 124 км на захід від Галаца, 94 км на південний схід від Брашова.

## Населення
За даними перепису населення 2002 року у селі проживали 436 осіб. Усі жителі села рідною мовою назвали румунську.
Національний склад населення села:
| Національність | Кількість осіб | Відсоток |
| -------------- | -------------- | -------- |
| румуни         | 418            | 95,9%    |
| цигани         | 18             | 4,1%     |